# Tanchelm
Tanchelm, auch bekannt als Tanchelm von Antwerpen, war ein von der Kirche als Häretiker bezeichneter Wanderprediger, der um die Wende vom 11. zum 12. Jahrhundert in den Niederlanden kirchenkritisch predigte. 1115 wurde er von einem Priester ermordet.

## Leben
Tanchelm war ein Einsiedlermönch, oder gab sich zumindest als solcher aus und gehörte vielleicht ins Umfeld Graf Roberts II. von Flandern (1092–1111). Ab 1112 begann er in Antwerpen, Brabant, Flandern und Zeeland gegen die Amtskirche und deren Hierarchie zu predigen, wobei es ihm insbesondere gelang, „Frauen für seine Ansichten von Kirche und Religion zu gewinnen“. Daneben verurteilte er den Kirchenzehnt, wandte sich gegen mit Frauen zusammenlebende Priester und behauptete, unwürdige Kleriker könnten keine gültigen Sakramente spenden. Angeblich war er auch in Rom, wo er sich erfolglos für eine Ausdehnung des Bistums Thérouanne auf die Scheldeinseln eingesetzt haben soll. Zeitweilig durch den Kölner Erzbischof Friedrich I. von Schwarzenburg inhaftiert (1113/1114), wurde er trotz Protesten Utrechter Domkleriker wieder freigelassen.
Seine Bewegung soll zeitweise groteske Züge angenommen haben. Berichten zufolge veranstaltete er große Geld- und Kleinodsammlungen, und bei seinen Volkspredigten soll er sich außerdem wie ein König gegeben haben – Wächter, welche ihn begleiteten, trugen ihm Schwert und Banner voraus. In Antwerpen, wo er frenetisch verehrt wurde, soll er außerdem damit begonnen haben, sich in feinen Gewändern zu kleiden, goldenen Hauptschmuck zu tragen, und eine Armee aus Wächtern um sich zu scharen.
Außerdem umgab er sich mit zwölf Aposteln und einer Frau – die die Jungfrau Maria darstellen sollte – und verteilte sein Badewasser an seine Anhänger, die es zur heiligen Kommunion benutzten oder als Reliquien aufbewahrten. Seine Anhänger sollen ihn wie einen „neuen Christus“ verehrt haben und einige wenige hielten das Gedenken an ihn offenbar noch über seinen gewaltsamen Tod im Jahre 1115 hinaus wach. 1124 wandte sich Norbert von Xanten der spätere Stifter der Prämonstratenser in einer Ketzerpredigt gegen seine verstreuten Anhänger. Im Wesentlichen muss seine Bewegung jedoch mit seiner gewaltsamen Ermordung durch einen Priester im Jahr 1115 erloschen sein.
Tanchelm kann als Teil einer „häretischen Bewegung“ betrachtet werden, die sich am Anfang des 12. Jahrhunderts überall in Europa zu verbreiten begann. In diesem Zusammenhang ist auch die Häresie des Petrus von Bruys im Südwesten von Frankreich (um 1110–1130), jene des Heinrich von Lausanne (bis 1145), die des Arnold von Brescia in der Lombardei (bis 1155), oder jene des Eon von Stella in der Bretagne (um 1145–1148) zu sehen.

## Rezeption

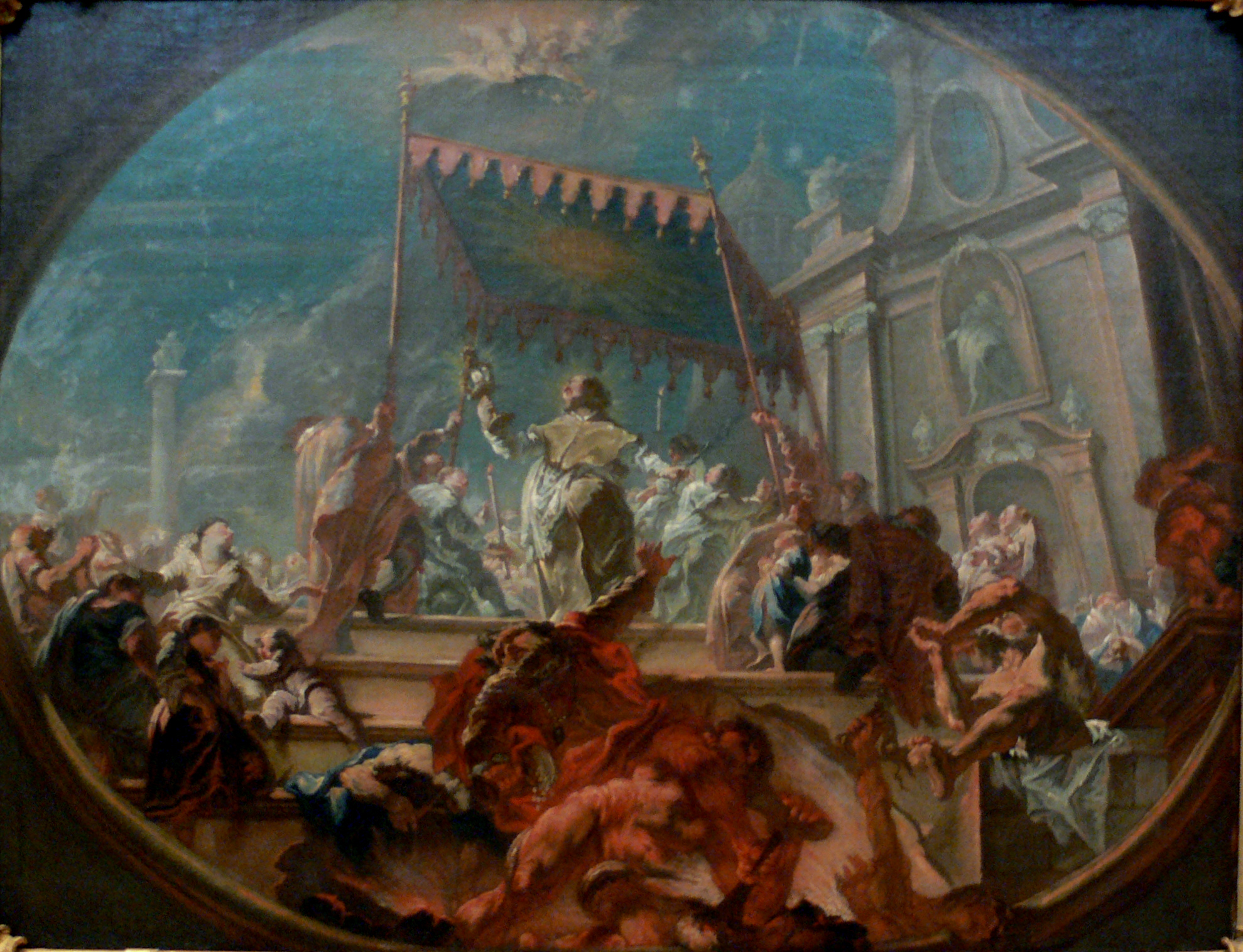
Joseph Ignaz Appiani: Der Triumph des hl. Norbert über den Irrlehrer Tanchelm im Jahre 1124, Mainz 1750 (Bayerisches Nationalmuseum, München).

In späterer Zeit wurde Tanchelm zu einer beliebten Darstellung in der Kunst. In zahlreichen Gemälden in Kirchen und Klöstern des Prämonstratenserordens wird der Kampf des hl. Norbert gegen Tanchelm dargestellt.